# Супротивник (криптографія)
В криптографії, супротивник (англ. adversary) — зловмисний учасник, який прагне не дати користувачам криптосистеми досягнути своїх цілей (найперше приватності, цілісності і доступності даних). Супротивник може спрямувати свої зусилля на спробу розкриття секретних даних, пошкодження даних в системі, підміни особи відправника або отримувача повідомлення або ж спричинення простою системи.
Справжні супротивники, на відміну від уявних, відомі як нападники або атакувальники. Не дивно, що перший термін переважає в криптографічній, а другі в літературі з комп'ютерної безпеки. В англомовній літературі на ролях супротивника/нападника виступають Єва, Маллорі, Оскар, Труді (англ. Eve, Mallory, Oscar and Trudy).
Таке поняття супротивника допомагає інтуїтивному і формальному обґрунтуванню криптосистеми через перетворення аналізу безпеки на гру між користувачем і супротивником. Поняття безпеки системи значиме щодо конкретного типу атак (зазвичай здійснюваних відповідними типами супротивників).
Існує декілька типів супротивників залежно від можливостей і намірів які вони мають. Супротивники можуть бути
- обмежені в своїх обчислювальних можливостях або ні,
- підслуховувальники або активні (тобто пасивно слухають або можуть втручатись у трафік каналу даних),
- статичні або ті, що підлаштовуються, адаптивні (другі можуть підлаштовуватись залежно від отриманих результатів),
- мобільні або ні (наприклад, в контексті мережевої безпеки)

і так далі.
Успішність супротивника в зламі системи вимірюється його перевагою. Перевага супротивника це різниця між імовірністю зламу системи супротивником і простим вгадуванням.